# Astèrix i els víkings
Astèrix i els víkings (en francès, Astérix et les vikings) és una pel·lícula d'animació franco-danesa de 2006 dirigida per Stefan Fjeldmark i Jesper Møller. Ha estat doblada al català.
La història és una adaptació del novè àlbum de la sèrie d'Astèrix, Astèrix i els normands, amb guió de René Goscinny i il·lustracions d'Albert Uderzo, però amb alguns canvis respecte al còmic original. Per exemple, a la pel·lícula el viking Timandahaf té una filla, Abba, i Cryptograf un fill, Olaf, a més d'incorporar algunes anacròniques referències a les noves tecnologies com els SMS.

## Argument
Tot comença quan Gosdurix, un adolescent arrogant i cregut, arriba de Lutècia per passar una temporada amb el seu oncle Copdegarròtix, cap del poblet, i convertir-se en un home fet. L'Astèrix i l'Obèlix seran els encarregats de fer-li baixar els fums, però el nebot del cap no té fusta de lluitador. De fet, utilitza el seu ocell SMS per enviar missatges a les seves "nenes". A més, es dedica a fer vida de nit ballant i escoltant música techno i, per consternació de l'Obèlix, també és vegetarià.
Mentrestant, a Noruega, els vikings estan passant per una forta depressió. Les seves incursions ja no són el que eren. Quan arriben als pobles troben els poblats buits i més que guerrers se senten com autèntics lladres. Cryptograf, el conseller del cap del poble viking Timandahaf, avisa que ja no es troben enemics perquè la "por els dona ales". Per tant, el que s'ha de fer és trobar el "Campió de la por" perquè els ensenyi a ser grans covards i poder volar fent-se invencibles. Timandahaf promet que donarà qualsevol cosa a aquell que pugui portar-li el "Campió de la por". Així, Cryptograf elabora un pla secret que li permeti aconseguir el poder i diu al seu cap que trobaran el "Campió de la por" a la Gàl·lia. Els vikings es preparen per fer aquest nou viatge i mentre Timandahaf s'acomiada de la seva dona Vikéa, Abba, la seva filla, es disfressa d'home i s'afegeix a la incursió.
A la Gàl·lia, l'entrenament de Gosdurix sota la direcció d'Astèrix i Obèlix no dona cap resultat. El noi corre cridant davant qualsevol perill i es nega a beure la poció màgica. La situació, però, canviarà amb l'arribada dels vikings. Cryptograf, que té ànsies de poder, ordena al seu fill, Olaf, capturar al "Campió de la por". La seva finalitat és senzilla: ja que el cap viking ha promès qualsevol cosa a canvi del "Campió de la por", el seu fill demanarà la mà de la seva filla Abba com a recompensa i amb això, Olaf es convertirà en el seu successor.
Gosdurix és capturat per Olaf i, quan al poblet gal se sap la notícia, Abraracúrcix envia a l'Astèrix i l'Obèlix a rescatar-lo. Després d'un llarg viatge per mar, Astèrix i Obèlix arriben a Noruega poc temps després que els vikings. Malauradament, el principal problema amb què es troben al país del gel no prové de part dels vikings sinó de Gosdurix que no vol abandonar els seus nous amics (especialment l'Abba, que ha conegut al vaixell). Després d'intentar-lo convèncer i fracassar, Astèrix i Obèlix decideixen tornar a la Gàl·lia i deixar Gosdurix a la seva sort. Els vikings, però, volen estudiar les habilitats voladores del noi. Així, enganxen una corda en un penya-segat per tal de penjar-hi el xicot i veure com levita. La situació es complica quan tot el poble torna a la casa del cap a celebrar el casament d'Abba amb Olaf i deixen el noi penjat al penya-segat. Cryptograf, que considera al noi un perill per al seu pla, rasca la corda amb un ganivet abans d'anar a gaudir de la cerimònia. Afortunadament, Astèrix i Obèlix, plens de remordiments, tornen al poblet viking a temps de salvar a Gosdurix abans que la corda es trenqui del tot. Gosdurix, a més, pren la poció màgica que duia Astèrix i salva a l'Abba d'un matrimoni indesitjat.
De retorn a la Gàl·lia, tothom celebra la boda entre Gosdurix i Abba, i els vikings, finalment, experimenten vertadera por quan senten una balada cantada per Assegurançatòrix.

## Repartiment
| Personatge    | Actor de veu original (en anglès) | Actor de doblatge (en francès) | Actor de doblatge (en català) |
| ------------- | --------------------------------- | ------------------------------ | ----------------------------- |
| Narrador      | Jeff Bennett                      | Pierre Tchernia                | Pepe Antequera                |
| Astèrix       | Paul Giamatti                     | Roger Carel                    | Joan Carles Gustems           |
| Obèlix        | Brad Garrett                      | Jacques Frantz                 | Domènec Farell                |
| Gosdurix      | Sean Astin                        | Lorànt Deutsch                 | Roger Pera                    |
| Abba          | Evan Rachel Wood                  | Sara Forestier                 | Isabel Valls                  |
| Cryptograf    | Greg Proops                       | Pierre Palmade                 | Adrià Frias                   |
| Olaf          | Diedrich Bader                    | Michel Vigné                   | Alfonso Vallés                |
| Bufetaf       | John DiMaggio                     | Marc Alfos                     | Jordi Royo                    |
| Vikéa         | April Winchell                    | Brigitte Virtudes              | Rosa Guiñón                   |
| Panoràmix     | Jeff Bennett                      | Vania Vilers                   | Felix Benito                  |
| Copdegarròtix | Daran Norris                      | Vincent Grass                  | Joan Massotkleiner            |
| Karabella     | Grey DeLisle                      | Marion Game                    | Mercè Segarra                 |
| Ordralfabétix | Diedrich Bader                    | Bernard Métraux                | Oriol de Balle                |
| Edatdepèdrix  | Philip Proctor                    | Gérard Surugue                 | Antonio Crespo                |
| Océanix       | Corey Burton                      | Luc Florian                    | Jaume Mallofre                |
| Vigia Pirata  | –                                 | Med Hondo                      | Àlex Meseguer                 |

| Informació tècnica | Informació tècnica           |
| ------------------ | ---------------------------- |
| Estudi de doblatge | Q.T. Lever, S.A. (Barcelona) |

## Curiositats
- Fly de la pel·lícula Socors, sóc un peix! surt a aquesta història d'Astèrix com a part d'un àpat.
- El segell que es marcava amb tinta a les mans dels vikings per tal que poguessin entrar a la festa s'assembla a la figura de La sireneta.
- La pel·lícula es basa en el còmic Astèrix i els normands, però inclou també alguns elements d'altres llibres d'Astèrix:
  - Com a La gran travessia, on Astèrix i Obèlix també viatgen en una barca semblant a la de la pel·lícula i, en un moment, també perden l'orientació. Les bromes sobre Obèlix i el menjar i l'escena de la festa vikinga també hi surten i un gos del llibre té un curt paper a la pel·lícula.
  - Quan l'Astèrix i l'Obèlix es disfressen de vikings com "Asteraf" i "Obelaf" amb un Obèlix que no para de riure, es copia unes vinyetes d'Astèrix i els gots on els dos es vesteixen de romans com "Asterus" i "Obelus".
  - El personatge de Cryptograf és semblant al de Prolix de L'endeví.
  - L'escena on els gals ataquen un campament romà només per divertir a Gosdurix és igual que un atac que duen a terme a Astèrix a Còrsega.
  - Hi ha influències del llibre El regal del Cèsar quan es munta una festa on Gosdurix balla breument.
- A la pel·lícula, el personatge de Gosdurix és vegetarià mentre que al llibre aquest fet no es menciona. A més, la pel·lícula remarca la primera vegada que Gosdurix pren la poció màgica mentre que no és així al llibre.